# 宮前希依
宮前 希依（みやまえ きより、1977年7月26日 - ）は、日本の女優。NEST所属。静岡県浜松市出身。

## 人物・来歴
- 趣味：写真、絵画、読書、映画鑑賞
- 言語 : 英語（CAE Certificate in Advanced English) フランス語（DELF B2、仏検２級）
- 小学校時代、卓球、フルート、新体操を始める（中体連、静岡県西部大会個人優勝、県大会6位入賞など）脚の故障により14歳にしてやめる。

18歳の時、大学入学を機に上京。日本女子大学英文学科にてシェイクスピア作品の映画を研究する。大学在学時に芸能事務所に多数スカウトされるが、『勉学優先』であった。2000年、大学卒業後本格的に芸能の道に進む。
2000年6月、オーディション雑誌に掲載されていた映画『弱虫（チンピラ）』のヒロイン景子役の公募オーディションにマネージャーから進められ参加。2000人の応募者の中からヒロインに大抜擢され、まさに体当たり演技で本格的にデビューを果たす。芸名である『宮前希依』はその時、映画監督である望月六郎が命名したものである。
その後も『オールナイトロングR』や『アイノカラダ』（オムニバス映画、第2話主演）などでヒロインを演じるが、2004年、シンガポールに移住。滞在時は英語、フランス語、モダンアートなどの学校に通いながら、シンガポールでのテレビコマーシャルや東南アジアを対象とした広告の仕事をし、演劇からは距離をおいた。2006年帰国。帰国後は映画だけに留まらず、舞台、テレビドラマにも活躍も場を広げている。
2011年3月11日の東北地方太平洋沖地震を受けチャリティイベント『Futur Cultur』に自身の描いた絵画や写真作品などを出展し、被災者に向けた義援金を募った。
2012年2月29日、ブログ上で、10年間交際していた日本在住のフランス人との入籍を報告した。

## 出演

### テレビドラマ
- 藤子・F・不二雄のパラレル・スペース 「かわい子くん」第4話（2008年11月21日、WOWOW）
- 新・警視庁捜査一課9係 最終回「生命の捜査線」（2009年9月16日、テレビ朝日）- 尾崎知世 役
- ROMES 〜空港防御システム〜 CASE5「接近」（2009年11月12日、NHK）
- インディゴの夜 第26話「不安と動揺」（2010年2月9日、フジテレビ）- 島田結子 役
- 絶対零度〜未解決事件特命捜査〜  第9話「解放」（2010年6月8日、フジテレビ）- 愛人 役
- 月の恋人〜Moon Lovers〜 最終回2時間15分SP「さよなら 葉山蓮介 ! 3人の女性へ贈る ラストメッセージ 究極のラブストーリーが迎える衝撃の結末 ! 涙、涙のエンディングへ...」（2010年7月5日、フジテレビ）
- ゲゲゲの女房 第18週 104回「悪魔くん復活」（2010年7月28日、NHK）
- 東京リトル・ラブ 第3話（2010年5月10日、フジテレビ） - 佐野の妻 役
- 時々おとなも迷々2 敬老の日スペシャル（2010年9月20日、NHK） - 井坂真紀子役／女役の2役
- 医龍3 -Team Medical Dragon- KARTE04「誰も知らないカルテ! 天才の光と伊集院の涙...そのチームは誰のため」（2010年11月4日、フジテレビ） - 守屋文絵（看護婦）役
- TOKYO コントロール（2011年2月2日、フジテレビNEXT）- 黒川友美 役
- BOSS 2ndシーズン CASE06「消えた銀行強盗」（2011年5月26日、フジテレビ）- 人質 役
- 西村京太郎スペシャル警部補佐々木丈太郎4「黒い家 その一族、全員他人! 嘘で繋がる家族に眠る怨念の過去・善意の救命劇は地獄の幕開け...動画サイトの映像と消えた戸籍が語る禁断の絆」（2011年11月25日、フジテレビ 金曜プレステージ）- 香取亜衣子 役
- 孤独のグルメ Season1 第4話「千葉県浦安市の静岡おでん」（2012年1月26日、テレビ東京）- LOCO DISH オーナー 役

### 映画・DVDシネマ
- 『 弱虫（チンピラ）』（2001年11月11日公開、望月六郎監督）- 村瀬景子 （ヒロイン）役

＊東京国際映画祭上映作品 
- 『Dジャッジ〜闇の処刑人〜』 （2001年11月16日、宮坂武志監督）
- 『オールナイトロング R』（2002年、松村克弥監督） - ヒロイン リサ役
- 『岸和田少年愚連隊 Episode Final〜Stand By Me〜』（2002年、宮坂武志監督）
- 今昔伝奇座敷童『百物語』（2002年7月20日、宮坂武志監督）- 花嫁 役
- 『首領の女2』『首領の女3』（2002年、辻裕之監督）- 山口真紀 役
- 『極道者』＜モガスケ＞（2002年、佐藤敏宏監督） - 篠田晴江 役
- 『実録 柳川組 大阪戦争百人斬り』（2002年、辻裕之監督）
- 『アイノカラダ』（2003年9月27日、村上なほ監督） - キヨリ 役
- 『岸和田少年愚連隊 カオルちゃん最強伝説 妖怪地獄』（2003年、宮坂武志監督） - 女幽霊 役
- 『the mission』（2004年、Secky Chang 監督）
- 『contact』（2005年、Secky Chang 監督） - みゆき 役

＊東葛国際映画祭上映作品
- 『純喫茶磯辺』（2008年7月5日公開、吉田恵輔監督）
- 『PASSION』（2008年、濱口竜介監督）
- 『永遠に君を愛す』（2009年、濱口竜介監督） - 佐伯美香 役
- 『爆走ドリフトR 』 （2009年、池田哲也監督） - 村上絵里子 役
- 『ある日突然グリーンマシーン』 （2009年、筧昌也監督）- お母さん 役
- 『迷子ノ人殺シ』（2009年、落合信人監督）- 主演 芹沢 役
- 『祈りーPray』 ショートショートフィルム映画祭出品（2010年、Secky Chang 監督）- 主演
- 『日なたの家族』（2012年、山本曉監督）- 山本廣子 役
- 『すべての女に嘘がある』（2012年12月8日、KU.RO.FU.NE.PROJECT、日本出版販売、宝来忠昭監督）- 桐山明子 役

### 舞台
- 『夢 ーD’ou viens tu? Ou vas tu?』石田和男演出ー第4章（2009年） - 主演 都役

### CM
- Sony PlayStation 2 〜もじぴったん〜（2004年）
- Jubes ナタデココ （2004年 シンガポール）
- Plash コラーゲンドリンク（2006年 シンガポール）
- Xbox-マイクロソフト カンヌ映画祭出品 （シンガポール）
- 花王アタック（2007年）
- NTT Docomo905i（2007-2008）
- Wii Fit (2009年)
- アデランスヘアクラブ <企業>（2010年）
- 西友 -KY Climax--（2010年）

### web movie
- ナショナルジオグラフィック ショートストーリー （2010年）
- 森永乳業 MOWやさしさ劇場 8話『はじじめての企画書』（2013年）

### 写真集
- 『アイノカラダ』（2003年12月1日、祥伝社）ISBN 978-4396420437

### ポスター
- 資生堂 プロフェッショナル（2005年 東南アジア5カ国）

### カタログ
- SONY （韓国を含む東南アジア6カ国）（2006年）

### etc
- ミュージッククリップ 山崎まさよし「『M』」（2008年）